# Wringin Putih (Muncar)
Wringin Putih is een bestuurslaag in het regentschap Banyuwangi van de provincie Oost-Java, Indonesië. Wringin Putih telt 12.457 inwoners (volkstelling 2010).